# King Kong
King Kong (engelska för "kung Kong") eller bara Kong, ibland även med titeln världens åttonde underverk, är en fiktiv jättegorilla som gjorde sin debut i filmen med samma namn från 1933.

## Beskrivning
King Kong bor på Skull Island tillsammans med bland annat dinosaurier och mänskliga infödingar som kallar honom Kong. Han hämtas till New York av filmmakaren Carl Denham som visar upp honom som "världens åttonde underverk". King Kong flyr och klättrar upp i Empire State Building (World Trade Center i nyinspelningen från 1976) tillsammans med skådespelaren Ann Darrow (på ön har infödingarna tidigare offrat Ann Darrow till King Kong som istället för att äta upp henne behåller henne). Där blir han nedskjuten av flygplan och dör.

## Filmer
Rollfiguren skapades av den amerikanska filmmakaren Merian C. Cooper för filmen King Kong (1933). Den följdes samma år av Kongs son. Under 1960-talet licenserade japanska Toho rättigheterna från RKO och gjorde ett par japanska King Kong-filmer, bland annat King Kong vs. Godzilla (1962). Amerikanska nyinspelningar av originalfilmen har gjorts 1976 och 2005. King Kong har även förekommit i böcker och serietidningar och flera filmer som parodierar King Kong har gjorts, bland annat den brittiska filmen Queen Kong (1976). 1949 kom filmen Fantomen från Afrika (Mighty Joe Young), av vilken en nyinspelning med den svenska titeln Joe jättegorillan gjordes 1998.
Rättigheterna till King Kong har varit föremål för dispyter under lång tid. Under 1930-talet och igen i samband med Toho-filmerna på 1960-talet förekom dispyter mellan Merian C. Cooper och RKO. Ytterligare dispyter förekom i samband med nyinspelningen 1976, mellan Universal Pictures, Dino De Laurentiis och Coopers son. 

## TV-spel
Det har även gjorts TV-spel inspirerade av King Kong. 1981 gjorde Nintendo spelet Donkey Kong som går ut på i princip samma sak som i slutet på filmen, nämligen att ta sig upp för en byggnad för att rädda kvinnan som i detta fallet Donkey Kong har tagit med sig upp.
2005 släpptes även spelet Peter Jackson's King Kong: The Official Game of the Movie som är ett first person shooter-spel baserat på King Kong-filmen från 2005.

## Filmografi
- King Kong (1933), amerikansk film i regi av Merian C. Cooper och Ernest B. Schoedsack.
- Kongs son (1933), amerikansk film i regi av Ernest B. Schoedsack.
- King Kong vs. Godzilla (1962), japansk film i regi av Ishirō Honda.
- King Kong på skräckens ö (1967), japansk film i regi av Ishirō Honda.
- King Kong (1976), amerikansk film i regi av John Guillermin.
- King Kong lever (1986), amerikansk film i regi av John Guillermin.
- King Kong (2005), nyzeeländsk-amerikansk film i regi av Peter Jackson.
- Kong: Skull Island (2017), amerikansk film i regi av Jordan Vogt-Roberts.
- Godzilla vs. Kong (2021), amerikansk film i regi av Adam Wingard.
- Godzilla x Kong: The New Empire (2024), amerikansk film i regi av Adam Wingard.